# Jáchym Topol
Jáchym Topol (Praga, 4 de agosto de 1962) es un novelista, poeta y periodista checo.

## Biografía
Hijo del poeta y dramaturgo Josef Topol y hermano del músico Filip Topol, Jáchym Topol estuvo involucrado en actividades literarias de carácter «samizdat» —copia y distribución clandestina de literatura prohibida— y «underground» desde comienzos de los 80.
Cofundador y editor de las revistas Violit y Jednou nohou, luego renombrada Revolver Revue —de la que fue editor jefe desde 1990 a 1993—, en años recientes ha trabajado de forma independiente.
Ha sido reportero de Respekt, publicación semanal en la que participó en sus inicios como samizdat.
Asimismo, durante varios años fue estudiante de etnología de la Facultad de Arte de la Universidad Carolina de Praga.

## Obra
Jáchym Topol aparece por primera vez en colecciones samizdat como poeta.
En sus primeros trabajos como periodista muestra interés por los asuntos relacionados con las nacionalidades y las minorías raciales, así como por las manifestaciones sociales de xenofobia, por lo que en este contexto es considerado un escritor «independiente».
También en esta primera etapa escribió la letra de una canción para el grupo Psí vojáci, una actividad que luego reanudaría en la década de 1990 cuando trabajó con la música Monika Načeva.
Las primeras colecciones samizdat de Topol —algunas de ellas firmadas con seudónimo— participan de la poética y estética underground.
La carrera de Topol como poeta alcanzó su cénit al principio de los 90 con V úterý bude válka, con una postura próxima al existencialismo. Así, dentro del marco de la protesta social, evoluciona hacia una concepción más universal de la vida.
Su primera novela en prosa, Sestra (1994) —considerada entonces por algunos sectores de la crítica checa como la novela de la década—, supone un avance de Topol hacia una concepción postmoderna de nuestro actual mundo. El autor se centra en aquellos fenómenos negativos y destructivos de la civilización contemporánea, que interpreta como un estado de caos en el cual se desintegran los valores tradicionales.
Su prosa se halla impregnada por la presencia latente de una catástrofe y se caracteriza por el exceso de cambios repentinos y peculiares tanto en el lenguaje como en el léxico.
Trabajos posteriores como Výlet k nádražní hale (1994) y Anděl (1995) también plasman los grandes problemas a los que se enfrenta la humanidad, pero bajo un punto de vista más intimista. Esta última obra fue llevada al cine por Vladimír Michálek en 2000.
Tras un silencio de varios años, Topol publicó Misiones nocturnas (Noční práce, 2001) y Gárgaras de alquitrán (Kloktat dehet, 2005), donde de nuevo reaparecen los motivos de la obra de Topol: la apocalipsis como una alternativa muy real a la evolución social, y los procesos de entropía que arraigan en el alma humana.
En estas novelas, Topol tiende a alejarse del postmodernismo para construir una narrativa que aúna la aventura con la parábola filosófica.
Por el país del frío (Chladnou zemí, 2009) es una novela ambientada en Terezín —población checa conocida por el campo de concentración instalado en su término durante la Segunda Guerra Mundial—, planteando la cuestión de si dicha memoria histórica debe ser preservada u olvidada. De acuerdo al crítico literario Ladislav Nagy, Chladnou zemí está pensada no tanto como narrativa épica sino más como un texto semi-documental rebosante de datos y estadísticas. Esta obra, traducida a más de ocho idiomas distintos, fue laureada con el premio Jaroslav Seifert en 2010. Previamente, en 1988, fue galardonado con el Premio Tom Stoppard.

## Estilo
Las obras de Topol son consideradas ambiguas, siendo difícil su clasificación.
Revelan una mezcla de diferentes estilos y niveles narrativos, estando presentes cientos de alusiones intertextuales.
Se ha sostenido que el hecho de que los libros de Topol lleguen a las listas de bestsellers se debe a que los medios de comunicación contraponen su figura literaria a la de Michal Viewegh, y no tanto al interés de los lectores checos por una sofisticada literatura posmoderna.

## Obras

### Novela
- Sestra (1994) – amplia novela, duramente naturalista y poética a la vez, que combina realidad y sueño, narrada en primera persona
- Výlet k nádražní hale (1994)
- Anděl (1995)
- Trnová dívka (1997)
- Nemůžu se zastavit (2000)
- Misiones nocturnas (Noční práce) (2001)
- Gárgaras de alquitrán (Kloktat dehet) (2005)
- Supermarket sovětských hrdinů (2007)
- Por el país del frío (Chladnou zemí) (2009)

### Poesía
- Miluju tě k zbláznění (1991)
- V úterý bude válka (1992)